# Sampsa Astala
Sampsa Astala, född 23 januari 1974 i Vanda i Finland, var trummis i det finländska hårdrock/heavy metalbandet Lordi mellan åren 2000 och 2010, där han gick under namnet Kita som är ett utomjordiskt människomonster eller ”The Manbeast”, människobesten. Han har vuxit upp i Högfors.
I början av oktober 2010 beslutade sig Sampsa för att fortsätta sin karriär som sångare, utan mask, med sitt nuvarande band STALA & SO, vilket ledde till att de andra bandmedlemmarna i Lordi fick avskeda honom.
Det tog ungefär 20 minuter för Kita att ta på sig sin mask. Han var den första trummisen i Lordi.